# Earias amseli
Earias amseli är en fjärilsart som beskrevs av Edward P. Wiltshire 1961. Earias amseli ingår i släktet Earias och familjen trågspinnare. Inga underarter finns listade i Catalogue of Life.